# Reeves kärrsköldpadda
Reeves kärrsköldpadda (Mauremys reevesii) är en sköldpadda som förekommer i Östasien. Den har ett halvakvatiskt levnadssätt och lever i och vid grunda vattenansamlingar och våtmarker i långlanden i Kina, Nordkorea och Sydkorea. Även i Japan, Taiwan och Hongkong finns populationer av arten, möjligen introducerade av människan. Kännetecknande för arten är att ryggskölden har tre längsgående upphöjda åsar och att det på sidan av huvudet och halsen finns en mönstring med gula strimmor. Längden på ryggskölden är sällan över 11 centimeter för hanarna medan honorna kan mäta 24 centimeter.
Sköldpaddan är rödlistad av Internationella naturvårdsunionen (IUCN) som starkt hotad då den blivit sällsynt i det vilda. Minskningen har främst skett på grund av intensiv insamling då sköldpaddan dels äts som mat och dels används inom traditionell kinesisk medicin och därtill varit eftersökt inom djurhandeln sedan arten blev populär att hålla i terrarium, men även habitatförlust och föroreningar är hot mot de vilda populationerna. Dock föds den upp i fångenskap, särskilt i Kina i stor skala på sköldpaddsfarmer, och på CITES (Convention of International Trade in Endangered Species) är den upptagen enligt appendix III.

## Systematik och namn
Reeves kärrsköldpadda har tidigare traditionellt placerats i släktet Chinemys, men placeras numera ofta i släktet Mauremys. Den tillhör familjen Geoemydidae, en grupp som innan den fick status som egen familj räknades till familjen kärrsköldpaddor (Emydidae).
Det räknas idag inte med några underarter av Reeves kärrsköldpadda. Några auktoriteter har beskrivit exemplar som tidvis har betraktats som underarter eller egna arter men som idag anses vara synonymer antingen beroende på att statusen som underart inte är säkerställd eller på att beskrivningen möjligen skett utifrån hybrider med närbesläktade arter.
Artepitetet reevesii hedrar naturhistorikern John Russell Reeves.

## Kännetecken
Ryggskölden hos Reeves kärrsköldpadda är brun till mörkbrun och har en lite rektangulär och välvd form med tre längsgående åsar på ovansidan, en mitt över ryggen från huvudet mot svansen och en på vardera sidan om denna. Längden på ryggskölden är sällan över 11 centimeter för hanarna medan honornas ryggsköld kan mäta 24 centimeter. På sidan av huvudet och halsen finns en mönstring med gula strimmor.
Hanar har generellt längre svans än honor och blir dessutom mörkare (melanism) och får även mörk iris mellan 3 och 4 års ålder, honorna har fortsatt gul iris.

## Utbredning
Den ursprungliga utbredningen är östra Kina, Nordkorea och Sydkorea. De populationer som finns i Japan, Hongkong och Taiwan har möjligen introducerats av människan. Det har även rapporterats insamlade exemplar från Timor, Östtimor och Palau, dessa härstammar helt säkert från djur som förts dit av människor.
Historiskt har arten varit vanlig och vitt spridd i östra Kinas lågland och på koreanska halvön, men under de senaste trettio åren har den försvunnit från uppskattningsvis minst hälften av sitt tidigare område, på grund av intensiv riktad insamling. Särskilt hotade är de vilda populationerna i Kina.

## Levnadssätt
Reeves kärrsköldpadda har ett halvakvatiskt levnadssätt. Den är i frågan om habitat och föda ganska generalistiskt och trivs i de flesta grunda och lugna vatten såsom dammar, men även i våtmarker och i odlingslandskap med risfält. Den kan livnära sig på både animalisk och vegetabilisk föda och i dieten ingår olika smådjur, möjligen med sniglar som speciellt noterbart inslag för vuxna honor, och olika växtdelar.
Livslängden kan bli uppemot 20-30 år.